# أعداد متحابة

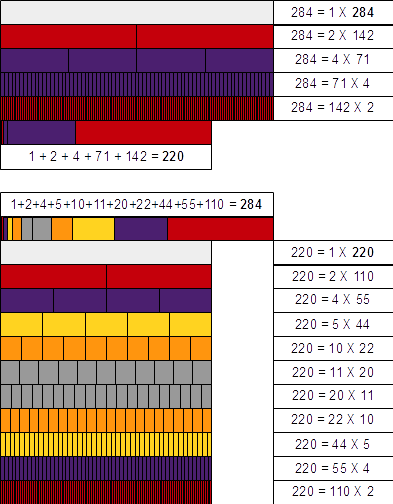

عددان متحابان (ملاحظة 1) هما عددان صحيحان طبيعيان مختلفان حيث يساوي مجموع القواسم النظيفة لأحد العددين، العدد الثاني. (القواسم النظيفة لعدد ما هي القواسم الموجبة المختلفة عن العدد نفسه. على سبيل المثال، القواسم النظيفة ل 6 هي 1 و2 و3). قد تسمى هاته الأعداد أعدادا ودية.
أصغر عددين صديقين هما 220 و284 لأن قواسم 220 هي 1 و2 و4 و5 و10 و11 و20 و22 و44 و 55 و110. مجموع هؤلاء القواسم هو 284. أما قواسم 284 فهي 1 و2 و4 و71 و142 ومجموعها هو 220.

## التاريخ
من أوائل العلماء الذين تحدثوا عن الأعداد الصديقة هو العالم محمد باقر اليزدي وقد أعطى فكرة الأعداد الصديقة للعددين 9363584 و9437056 قبل إسهام أويلر بهذه الفكرة بسنوات عديدة.

## قواعد توليد الأعداد الصديقة

### قاعدة ثابت بن قرة
ترجع هاته القاعدة إلى ثابت بن قرة.
p = 3 × 2n − 1 − 1,
q = 3 × 2n − 1,
r = 9 × 22n − 1 − 1,

### قاعدة أويلر
قاعدة أويلر هي تعميم لمبرهنة ثابت بن قرة. وتنص على أنه إذا كان:
p = (2(n - m)+1) × 2m − 1,
q = (2(n - m)+1) × 2n − 1,
r = (2(n - m)+1)2 × 2m + n − 1,
أعدادا أولية حيث m و n أعداد صحيحة وحيث n>m> 0، فإن الأعداد 2n×p×q و 2n×r أعداد صديقة.

## هوامش
ملاحظة 1 الأعداد المتحابة أزواجٌ من الأعداد مجموعُ قواسِم أحدِهما عدا نَفْسِه يُساوي الآخَر.

## وصلات خارجية
- M. García, J.M. Pedersen, H.J.J. te Riele (31 يوليو 2003). "نظرة شاملة حول الأعداد الصديقة" (PDF). Report MAS-R0307. مؤرشف من الأصل (PDF) في 2017-02-15.{{استشهاد بدورية محكمة}}:  صيانة الاستشهاد: أسماء متعددة: قائمة المؤلفين (link)